# ساتوشی ماتسودا
ساتوشی ماتسودا (انگلیسی: Satoshi Matsuda؛ زادهٔ ۱۶ دسامبر ۱۹۷۸) بازیگر اهل ژاپن است.